# Єнбек (Аксуська міська адміністрація)
Єнбе́к (каз. Еңбек) — село у складі Аксуської міської адміністрації Павлодарської області Казахстану. Входить до складу сільського округу імені Мамаїта Омарова.
Населення — 1296 осіб (2021; 1217 у 2009, 1326 у 1999, 1450 у 1989).
Національний склад станом на 1989 рік:
- росіяни — 38 %
- казахи — 37 %

До 2019 року село називалось Путь Ілліча.